# Estación de Tijuana
Tijuana fue una estación de trenes que se encuentra en Tijuana, Baja California.

## Historia
La estación se localiza sobre la antigua línea del Ferrocarril de Tijuana a Tecate, que fue construido por concesión el 3 de abril de 1908. En 1907, se inició el tendido de vía del ramal Intercalifornia de la red de ferrocarriles del Pacífico Sur (Souht-Pacific) de los Estados Unidos, para conectar el puerto de San Diego, (California) con Yuma, punto de entrada a la región minera de Arizona, a través de un recorrido por suelo mexicano que iniciándose en Tijuana terminaba en Algodones, cerca del extremo Nor-Oriental de la Península de Baja California. La estación de Tijuana, edificada a unos pasos de la línea divisoria internacional, fue terminada en diciembre de 1919.

## Servicios
La estación actualmente se encuentra en un edificio de tres pisos de 1,000 metros cuadrados, la cual contiene nuevas oficinas administrativas, un centro de control de operaciones y logística, oficinas para ADMICARGA, control de aduanas, una agencia de aduanas, la Secretaría de Agricultura y Desarrollo Rural y el Comité Estatal de Sanidad Vegetal. 
También hay espacio para sesenta y ocho automóviles de 18 m. La estación de tren original, construida a fines de la década de 1920, se convertirá en un museo ferroviario.
En la nueva estación es donde se encuentran oficinas administrativas y de operaciones, además de que es donde se realizan los trámites aduanales necesarios para un seguro cruce fronterizo.